# سونياني
سونياني هي مدينة وعاصمة منطقة بونو، غانا.